# Selaginella chaetoloma
Selaginella chaetoloma là một loài dương xỉ trong họ Selaginellaceae. Loài này được Alston mô tả khoa học đầu tiên năm 1932.